# Fritz Springmeier
Fritz Artz Springmeier (Portland, 24 settembre 1955) è uno scrittore statunitense, saggista e autore di numerosi libri sostenendo l'idea che il mondo sia governato da un'élite globale di derivazione massonico-satanica che si starebbe segretamente adoperando per il governo del mondo tramite l'imposizione di un Nuovo ordine mondiale.

## Biografia
Nato a Portland, in Oregon, frequentò l'Università del Kansas ove conseguì un master. Il 31 gennaio 2002, Springmeier è stato incriminato dalla Corte Distrettuale degli Stati Uniti a Portland, accusarto di rapina a mano armata. Il 12 febbraio 2003, è stato riconosciuto colpevole di un conteggio di rapina in banca a mano armata e di favoreggiamento mediante uso di un fucile semiautomatico durante la commissione di un crimine. Nel novembre 2003, è stato condannato a 51 mesi di prigione con l'accusa di rapina a mano armata e 60 mesi con l'accusa di favoreggiamento, multato di 7.500 dollari, condannato a pagare 6.488 dollari a titolo di restituzione e valutato altri 200 dollari. La condanna di Springmeier è stata confermata in appello, e dopo un periodo di detenzione presso una prigione federale, è stato rilasciato il 25 marzo 2011.

## Le opere
Ha scritto e autopubblicato una serie di libri basati sull'argomento sulla discendenza degli Illuminati e sul loro uso del controllo mentale. Ha anche sostenuto l'esistenza del Project Monarch, un presunto progetto di controllo mentale della CIA la cui esistenza è parzialmente basata sulle affermazioni dell'autrice Cathy O'Brien.
La sua prima opera The Watchtower & the Masons, si concentrano sulla relazione tra i testimoni di Geova e la massoneria. In questo libro descrive una relazione tra Charles Taze Russell e il cosiddetto "oriental enstablishment".
I testi sono distribuiti dalla Saints Live in Jesus, un'organizzazione cristiana senza scopo di lucro fondata da Ed Decker e diretta da altri ex Mormoni come lui, cheoreduca e ha scritto libri sui collegamenti tra la Massoneria e la cosiddetta Chiesa di Gesù Cristo dei Santi degli Ultimi Giorni.